# Fatih Kaya
Fatih Kaya, né le 13 novembre 1999 à Gießen en Allemagne, est un footballeur allemand. Il évolue au poste d'avant-centre.

## Biographie

### En club

#### Formation à Ingolstadt
Né à Gießen, Fatih Kaya est rapidement repéré par un club phare du pays à savoir le 1.FSV Mainz 05. En 2016, il part pour le FC Ingolstadt 04 afin de poursuivre sa formation. Il joue son premier match professionnel le 1er décembre 2018 lors d'une défaite 2-1 face au Hambourg SV, comptant pour la quinzième journée de 2.Bundesliga. Il marque son premier but professionnel lors de cette même rencontre . 

#### Saint-Trond VV
Le 1er juillet 2022, il signe en faveur du club belge du Saint-Trond VV . Il joue son premier match le 23 juillet 2022 lors d'un match nul 0-0 face à l'Union saint-gilloise, comptant pour la première journée de Jupiler Pro League. Le 9 novembre 2022, il marque son premier but sous ses nouvelles couleurs face au RFC Meux en Coupe de Belgique.